# Marc Lloyd Williams
Mark Lloyd Williams (Llanberis (Wales), 8 februari 1973) is een voetballer uit Wales die speelt voor Newtown AFC. Die club komt uit in de League of Wales. De spits staat bekend om zijn vele doelpunten en is de meest scorende speler in de geschiedenis van de League of Wales.

## Clubcarrière
Williams, die ook bekendstaat als Jiws, tekende in 2004/05 een contract bij TNS, nadat hij eerder bij Porthmadog FC, Bangory City (waarmee hij al eens kampioen was geworden) en Aberystwyth Town al 176 doelpunten had gemaakt. Tussen 1998 en 2000 speelde hij enige tijd in Engeland bij onder meer Stockport County, Halifax Town AFC en York City. Hierna keerde hij terug naar Bangor City, waar hij een record vestigde door 47 doelpunten te maken in 2001/02.
Williams komt ook uit voor het semiprofessionele nationale team (Wales 'B').

## Loopbaan
| seizoen | club                    | wedstrijden | goals |
| ------- | ----------------------- | ----------- | ----- |
| 1992-93 | Porthmadog FC           | 30          | 6     |
| 1993-94 | Porthmadog FC           | 38          | 22    |
| 1994-95 | Bangor City             | 28          | 21    |
| 1995-96 | Stockport County        | 12          | 1     |
| 1996-97 | Altrincham              | n.b.        | n.b.  |
|         | Bangor City             | 19          | 10    |
| 1997-98 | Bangor City             | 37          | 21    |
| 1998-99 | Halifax Town AFC        | 18          | 6     |
|         | York City               | 11          | 4     |
| 1999-00 | York City               | 11          | 5     |
| 2000-01 | Bangor City             | 21          | 21    |
| 2001-02 | Bangor City             | 33          | 47    |
| 2002-03 | Bangor City             | 14          | 10    |
|         | Southport               | 15          | 3     |
| 2003-04 | Aberystwyth Town        | 26          | 18    |
| 2004-05 | Total Network Solutions | 35          | 42    |
| 2005-06 | The New Saints          | 33          | 34    |
| 2006-07 | Bangor City             |             |       |
| TOTAAL  |                         |             | 271   |